# 小行星7386
小行星7386（英語：7386 Paulpellas）是一颗围绕太阳公转的小行星。1981年11月25日，橡树岭天文台在哈佛大学天文台发现了此天体。
这颗小行星的绝对星等为10.67336等。